# Loch (Wallersheim)
Loch ist ein Weiler der Ortsgemeinde Wallersheim im Eifelkreis Bitburg-Prüm in Rheinland-Pfalz.

## Geographische Lage
Loch liegt am südlichen Ende des Hauptortes Wallersheim auf einer Hochebene. Der Weiler ist mittlerweile mit Wallersheim zusammengewachsen. Umgeben ist Loch ausschließlich von landwirtschaftlichen Nutzflächen. Südlich der Ansiedlung fließt der Eisenbach.

## Geschichte
Es ist von einer frühen Besiedelung des Gebietes um Loch auszugehen, was durch den Fund von römischen Brandgräbern am östlichen Ende des Weilers belegt werden konnte. 1910 wurde das Brandgräberfeld bei Arbeiten zerstört. Man konnte dennoch einige Funde (Münzen, Fibeln und Keramik) bergen. Nennenswert ist zudem der Fund von außergewöhnlichen Gefäßen aus grobem, dunkelbraunem Ton.
Innerhalb der Ortslage von Loch wurden zudem im 19. Jahrhundert eine Vielzahl von Kalköfen betrieben. Diese wurden auf die Jahre 1850 und 1893 datiert.
Loch gehörte im Jahre 1843 als Weiler zur Bürgermeisterei Wallersheim und wurde von 10 Menschen bewohnt.

## Kultur und Sehenswürdigkeiten

### Bildstock und Wegekreuze
Wenig nordöstlich von Loch befindet sich ein Kreuzigungsbildstock aus dem Jahre 1618. Der Bildstock folgt dem damals sehr verbreiteten Bautyp, weist jedoch einige Abweichungen auf. Das Relief im Schaft ist als Ritzzeichnung ausgeführt und der Giebel der Reliefplatte endet in einer Spitze. Neben Jesus finden sich die Beifiguren Maria und Johannes auf der Reliefplatte. Der Bildstock ist in der Region auch als Pestkreuz bekannt.
Auf der Gemarkung des Weilers befinden sich zwei weitere Wegekreuze, allerdings ohne nähere Angaben.
Siehe auch: Liste der Kulturdenkmäler in Wallersheim (Eifel)

### Naherholung
Rund um Wallersheim befinden sich mehrere Wanderwege, die unter anderem auch in die Ortsteile der Gemeinde führen. Highlights am Weg sind die Künstlersiedlung Weißenseifen, mehrere Fischweiher, Felsformationen sowie ein Steinbruch. Die Längen der Rundwanderwege liegen zwischen 4 und 12 km.
Westlich von Loch befindet sich zudem das bekannte Naturschutzgebiet Schönecker Schweiz.

## Wirtschaft und Infrastruktur

### Unternehmen
Im Weiler sind ein Natursteinhandel und ein Hundezüchter ansässig. Wenig westlich von Loch befindet sich ein Dolomitsteinwerk.

### Verkehr
Es existiert eine regelmäßige Busverbindung.
Loch ist durch die Landesstraßen 10 und 30 erschlossen.